# 莫干山路 (上海)

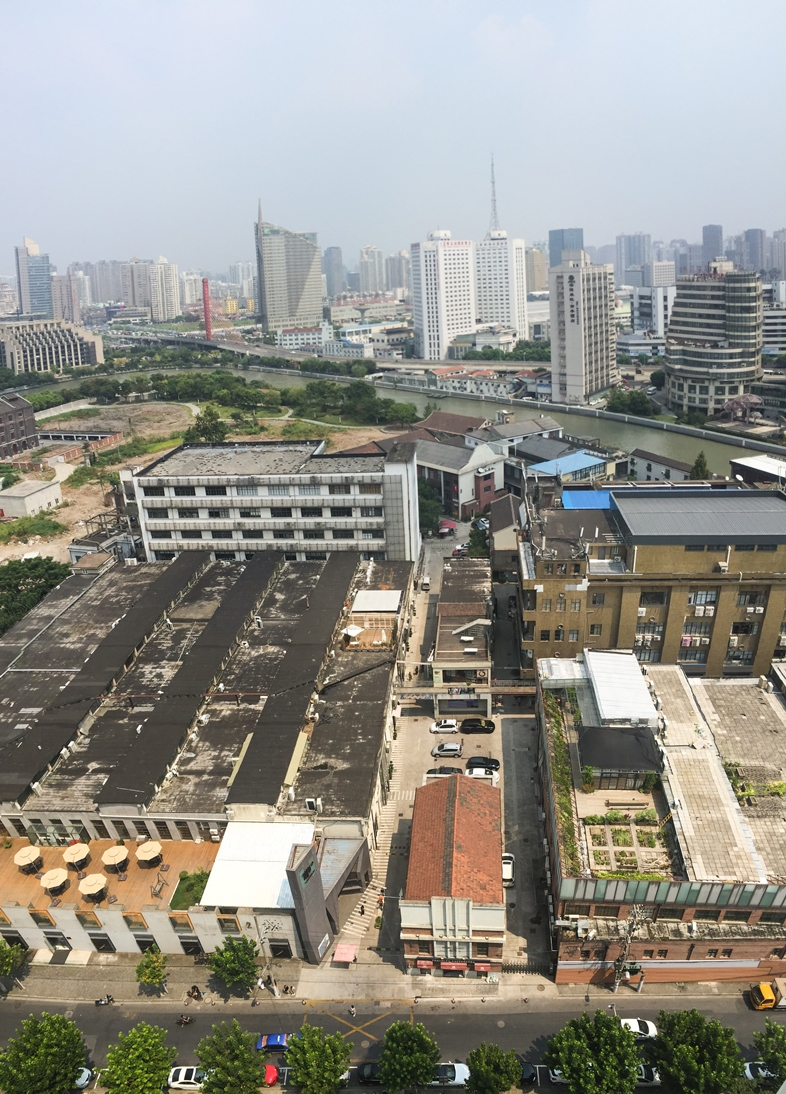
M50创意园附近路段

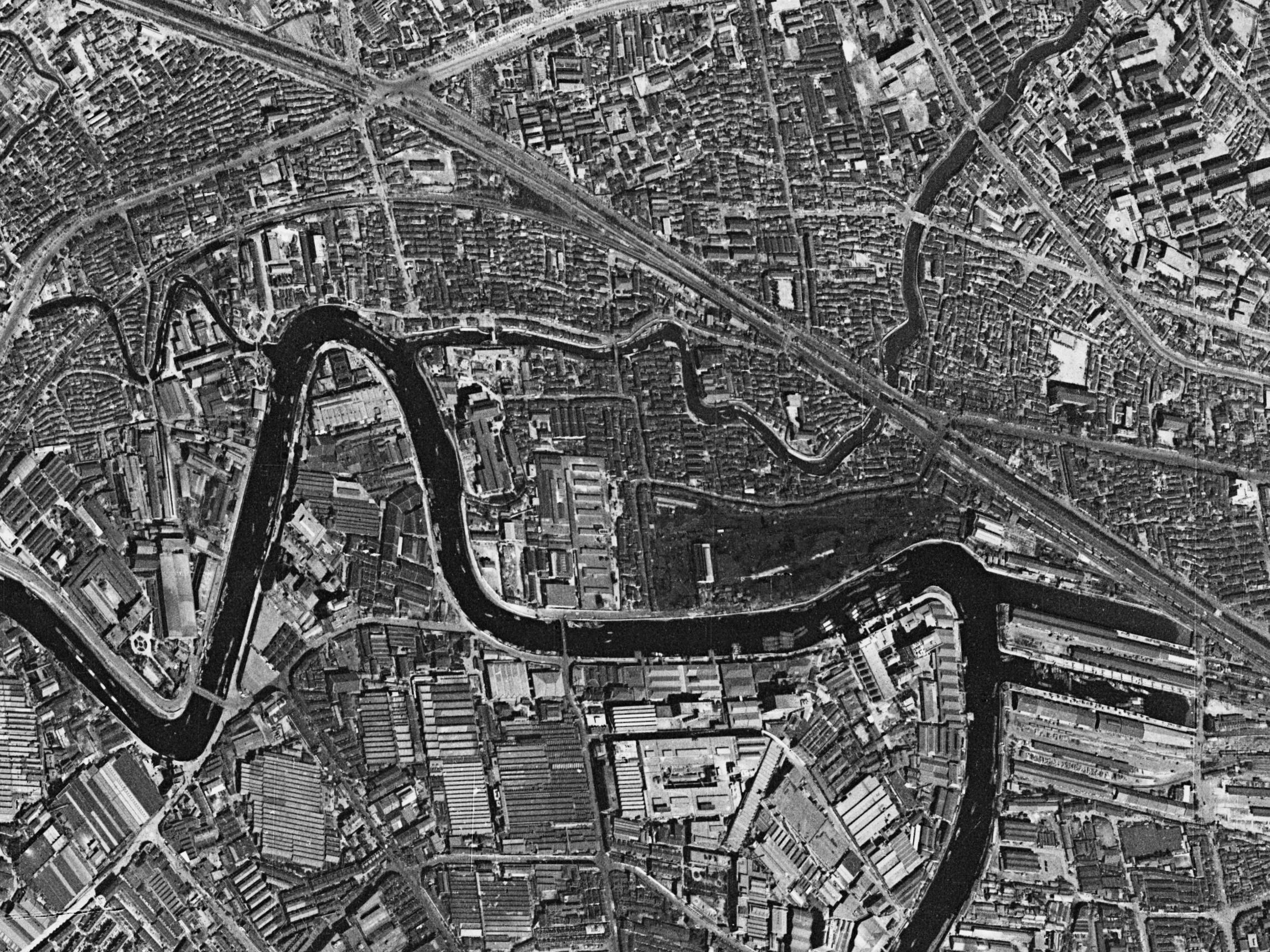
原两湾一宅区域卫星图（1966年）

莫干山路是中華人民共和國上海市普陀區的一條道路，西起昌化路，東至西蘇州路。道路名稱來自於莫干山，全長600米，寬12米，始建於1918年。

## 沿革
1956年，上海市人民政府在宜昌路、昌化路、莫干山路以及浙江路、河南路一带苏州河护岸修筑砖石结构的壁立式防汛岸墙。莫干山路原本為工業區，建有工廠，後廠房逐步拆除，取而代之的是塗鴉墻，不少來自附近M50创意园的藝術家來此進行塗鴉創作。2020年9月，莫干山路上用於涂鸦創作的挡板由於天安阳光广场项目工程西区竣工而被陆续拆除，不過该项目工程东区和M50创意园的“涂鸦墙”将暂时保留。